# Ophthalmitis ruficornis
Ophthalmitis ruficornis là một loài bướm đêm trong họ Geometridae.